# Albert Szent-Györgyi
Albert von Szent-Györgyi Nagyrápolt (Budapeste, 16 de setembro de 1893 — Woods Hole, 22 de outubro de 1986) foi um fisiologista húngaro, naturalizado norte-americano. Recebeu o Nobel de Fisiologia ou Medicina de 1937, por descobrir e documentar a vitamina C como catalisador.

## Biografia
Ele nasceu em 16 de setembro de 1893 na cidade de Budapeste, capital da Hungria, que na época fazia parte do Império Austro-Húngaro. Ele começou seus estudos médicos na Universidade de Budapeste, que combinou com sua própria pesquisa no laboratório químico de seu tio. Devido à Primeira Guerra Mundial, onde atuou como médico, teve que interromper os estudos. Durante a Grande Guerra, ele deu um tiro no pé para deixar a frente, o que lhe permitiu terminar seus estudos em 1917.
Ele começou sua pesquisa científica na cidade de Pozsony, atual Bratislava. Quando a cidade se tornou parte da Tchecoslováquia em janeiro de 1919, ela deixou a cidade junto com a maioria da população de origem húngara. Mais tarde, ele desenvolveu sua pesquisa na Universidade de Groningen, com foco na química da respiração celular. Graças a este trabalho e a uma bolsa da Fundação Rockefeller, viajou para a Universidade de Cambridge, onde obteve seu doutorado em 1927 graças ao seu trabalho no isolamento do "ácido hexurônico", hoje chamado de vitamina C.
Posteriormente, na Universidade de Szeged, ele usou Capsicum annuum como fonte de vitamina C (o L-enantiômero do ácido ascórbico) e percebeu sua atividade antiescorbútica. Em 1937 foi agraciado com o Prêmio Nobel de Medicina e Fisiologia "por sua descoberta relacionada aos processos de combustão biológica, com especial referência à vitamina C e à catálise dos ácidos fumáricos".
Durante a Segunda Guerra Mundial, ele participou ativamente da Resistência Húngara. Embora a Hungria tenha se aliado às potências do Eixo, o primeiro-ministro húngaro Miklós Kállay enviou Szent-Györgyi à cidade de Istambul em 1944 para conduzir negociações secretas com os Aliados.
Adolf Hitler emitiu um mandado de prisão para Szent-Györgyi, mas ele escapou da Gestapo e permaneceu escondido por dois anos. Após a guerra, ele recuperou seu cargo e houve até especulações de que os soviéticos o nomeariam primeiro-ministro, então ele se juntou ao Partido Comunista Húngaro e foi eleito membro do Parlamento enquanto criava o Laboratório de Bioquímica da Universidade de Budapeste e restabeleceria a Academia Húngara de Ciências. Insatisfeito com o governo, emigrou para os Estados Unidos em 1947, tornando-se cidadão em 1955.
Durante sua estada na América do Norte, ele criou seu próprio laboratório na cidade de Woods Hole, localizada no estado de Massachusetts e iniciou suas pesquisas sobre câncer, desenvolvendo teorias de física quântica aplicadas à bioquímica dessa doença. Durante a década de 1970, sua pesquisa o levou a deduzir que os radicais livres eram uma causa potencial de câncer. Ele morreu em 22 de outubro de 1986.

Sua citação mais famosa: "Descobrir algo significa olhar para a mesma coisa que o mundo inteiro está vendo e percebê-la de maneira diferente".

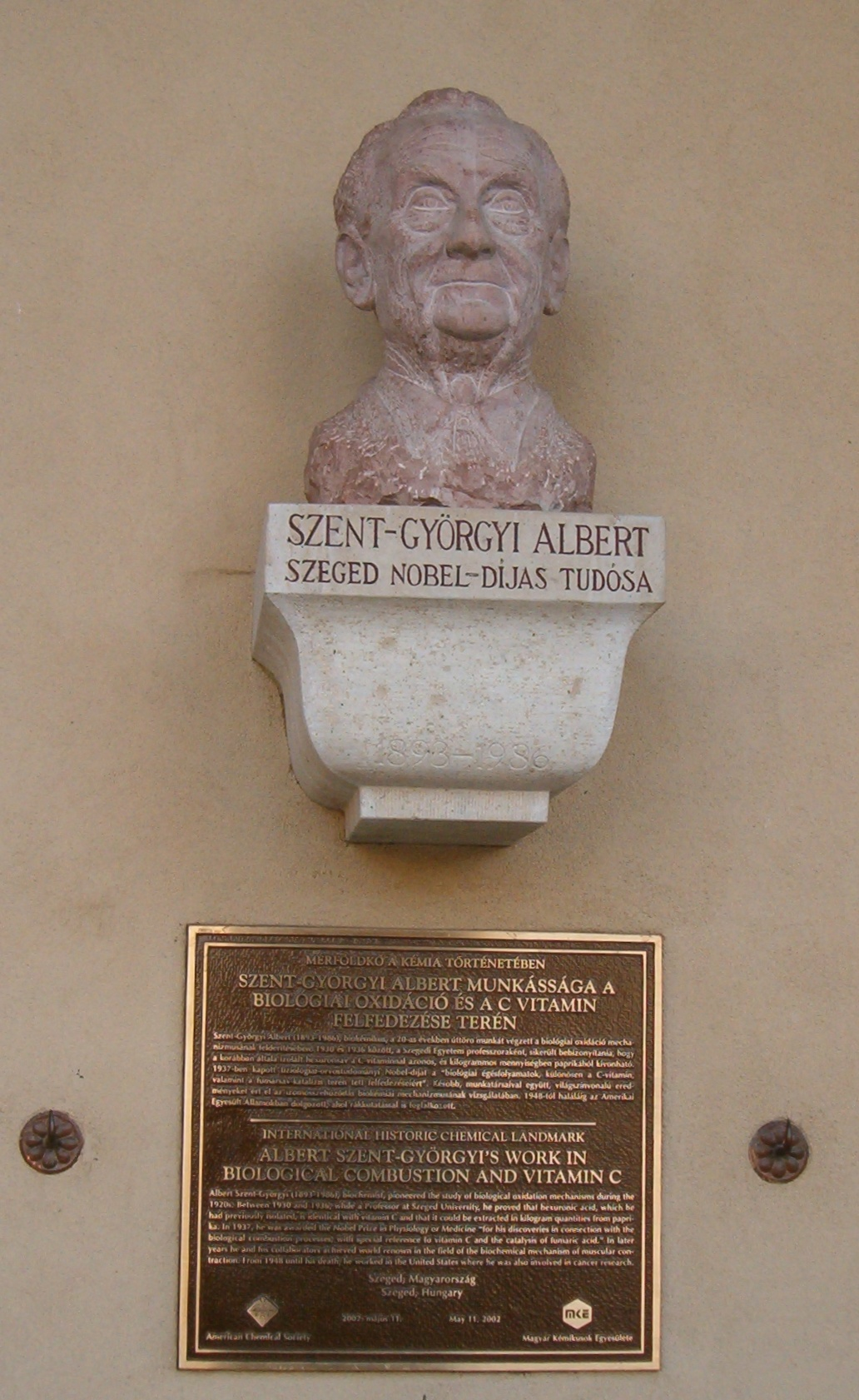
Busto de Szent-Györgyi, na cidade de Szeged

## Publicações
- On Oxidation, Fermentation, Vitamins, Health, and Disease (1940)
- Bioenergetics (1957)
- Introduction to a Submolecular Biology (1960)
- Lost in the Twentieth Century (Gandu) (1963)
- Bioelectronics: a study in cellular regulations, defense and cancer (1968)
- The Crazy Ape (1970)
- What next?! (1971)
- Electronic Biology and Cancer: A New Theory of Cancer (1976)
- The living state (1972)